# Denis Florent
Denis Florent est un homme de radio français, né Denis Cheyrouze à Paris en 1969.

## Biographie
Il commence sa carrière en 1985, chez Top Tonic, radio Sport & Musique lancée par le réalisateur d'Europe 1 Olivier Mauro.
Après un passage de quelques mois sur Voltage FM, il rejoint en juin 1987 l'équipe d'Europe 2.
En 1990, il est envoyé à Moscou pour préparer les premiers programmes d'Europa Plus.
En 1996, il prend la tête de la Production de RFM, réseau récemment acquis par le Groupe Lagardère. Chaque année, en compagnie de Pascal Lefebvre, il réunit toute l'équipe d'antenne autour d'un projet collectif : des dramatiques, « La Nuit du Phare » (première dramatique en Dolby Surround diffusée en France), « Dracula » (pour le centenaire du livre de Bram Stoker) et « Le Fantôme de l’Opéra » sont diffusées sur l’antenne.
En 1999, il devient directeur général adjoint chargé des Programmes de Beat Media, filiale chinoise du Groupe Lagardère, d'où il dirige les programmes de Easy FM, Joy FM et Smile FM, réseaux nationaux bilingues chinois. Il retrouve Paris en 2001 pour prendre la Direction des Programmes de RFM.
Il entame ensuite une carrière de consultant en stratégie de développement pour radios et télévisions musicales, jusqu'à son retour opérationnel en 2008, à la tête des programmes du groupe SBS-Broadcasting Romania, filiale de ProSieben Sat.1.
À partir de l'été 2011, il collabore avec Robert Ménard à plusieurs occasions : il participe à la refondation de la grille de Sud Radio qui provoque son arrivée sur la station, et lui sert de « coach » pour la matinale qui lui est attribuée. Il contribue également à la fondation du site Boulevard Voltaire.
D'après Rue89, il est « une figure importante gravitant dans l’orbite de l’Opus Dei ».

## Œuvres

### Histoire
- 2024 : France-Russie : 1000 ans d'Histoire,  (ISBN 979-8303448087)